# Tommy Grav
Tommy Grav (* 8. November 1973) ist ein norwegischer Astrophysiker und Mitentdecker zahlreicher irregulärer Monde der Planeten Saturn, Uranus und Neptun.

## Biografie
Er studierte an der Universität in Oslo, wo er im Jahr 2004 auch promovierte. Gegenwärtig arbeitet er am Harvard-Smithsonian Center for Astrophysics in Cambridge, Massachusetts, USA und am Institute for Astronomy der University of Hawaii.
Tommy Grav war Mitglied von drei verschiedenen Astronomen-Teams (Gladman et al., Holman et al. und Kavelaars et al.), die zahlreiche irreguläre Monde der Planeten Saturn, Uranus und Neptun entdeckten. Allerdings wird er offiziell nur bei den folgenden Neptunmonden als Mitentdecker geführt:
- IX Halimede, XI Sao, XII Laomedeia und XIII Neso.

## Trivia
Nach ihm wurde der Asteroid (12309) Tommygrav = 1992 DD3 benannt.